# Raoul Hyman
Raoul Joshua Hyman (Durban, 12 maggio 1996) è un pilota automobilistico sudafricano, vincitore della Formula 3 asiatica nel 2018 e il Campionato FIA di Formula 3 nordamericana nel 2022.

## Carriera

### Inizi in monoposto
Hyman esordisce in monoposto nel 2013 gareggiando con il team HHC Motorsport nella BRDC Formula 4 senza ottenere grandi risultati. Il pilota sudafricano rimane nella serie anche l'anno successivo, Hyman ottiene quattro vittorie e chiude terzo in classifica dietro a George Russell e Arjun Maini. 

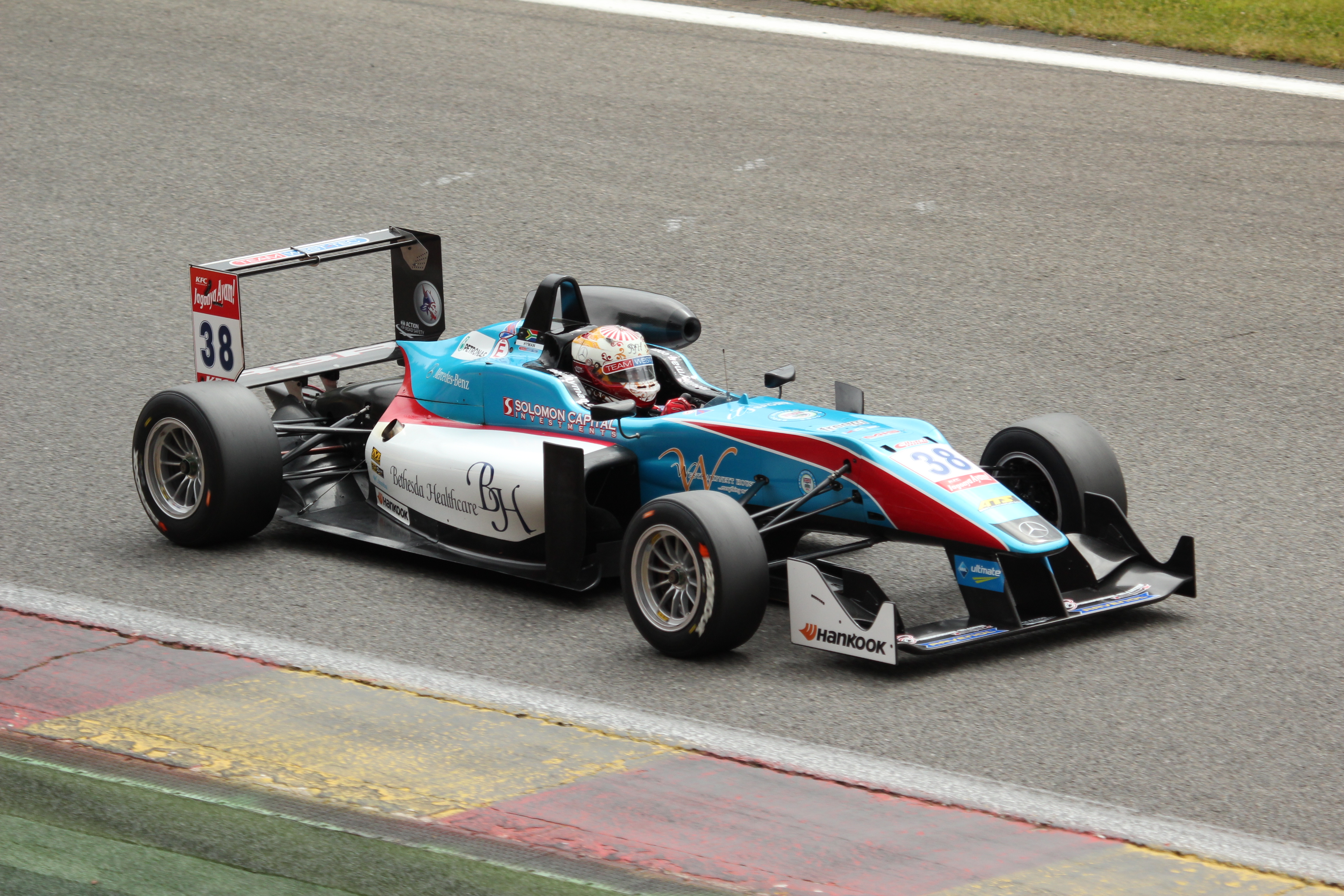
Raoul Hyman nel 2015 in F3 europea

Nel 2015 passa alla F3 europea con il team West-Tec F3, il salto di serie per Hyman si dimostra molto più complicato del previsto: durante la stagione ottiene solo 14,5 punti e un sesto posto a Monza come miglior risultato. Lo stesso anno si contende lo status di Porsche Junior con altri piloti per poi non essere scelto. Il 2016 è un anno di transizione, il sudafricano non ottiene un sedile a tempo pieno, partecipa a un round della F3 europea con il team Carlin e un round della BRDC British Formula 3 ritornando con il team HHC Motorsport. 
Nel 2017 torna a correre a tempo pieno nella GP3 Series, trovando un accordo con il team spagnolo Campos Racing. Hyman ha un ottimo inizio di stagione, ottiene anche una vittoria nella seconda gara del Red Bull Ring davanti a Giuliano Alesi, ma nella seconda parte del campionato i risultati calano e finisce tredicesimo in classifica finale. Lo stesso anno con il team spagnolo partecipa anche alle due gare dell'Hungaroring nella serie Euroformula Open. 

### Formula 3 e Regional
Nell'inverno del 2018 corre nella Formula 3 asiatica con il team Dragon Hitech GP. Hyman sceglie di correre sotto la bandiera del Regno Unito visto che ormai vive a Londra da quando ha 15 anni. Grazie alla sua costanza e al fatto di non aver saltato nessun round riesce a vincere il campionato pur avendo vinto una sola corsa mentre Jake Hughes ne ha vinte nove e Liam Lawson tre, ma entrambi hanno saltato dei round.

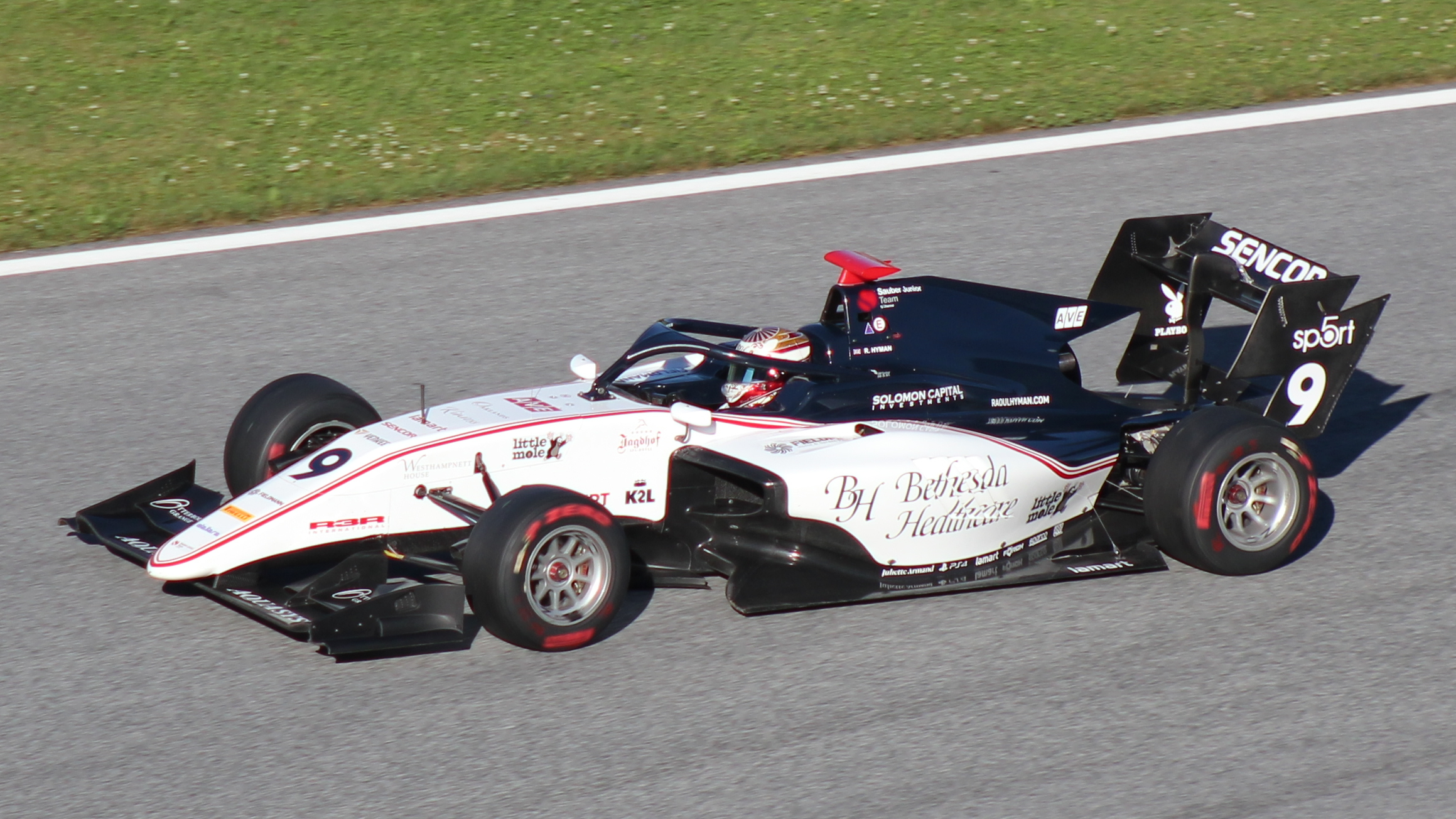
Raoul Hyman nel 2019 in Formula 3

Nel 2019 prende parte alla Toyota Racing Series con il team Giles Motorsport. Hyman torna a correre sotto bandiera del suo paese natale, ottiene quattro podi ed chiude quarto in classifica dietro al campione Liam Lawson, Marcus Armstrong e Lucas Auer. Sempre nello stesso anno prende parte alla prima edizione della Formula 3 con il Sauber Junior Team by Charouz. La stagione in F3 è molto negativa, il sudafricano ottiene un solo piazzamento a punti, un nono posto nella penultima gara stagionale a Soči. 
Dopo la deludente stagione in Formula 3 Hyman rimane per due anni fermo; nel 2020  doveva correre in Giappone, nella Super Formula Lights con il team B-Max, ma a causa della Pandemia di COVID-19 non ha potuto partecipare alla serie. Ritorna in pista nel 2022 correndo nella Formula 3 nordamericana con il team TJ Speed Motorsports. Il sudafricano si dimostra molto competitivo e vince il campionato portando a casa undici vittorie su diciotto gare.

### Super Formula
Come vincitore della Formula 3 nordamericana, per il 2023 Hyman ottiene una borsa di studio per partecipare alla Super Formula entrando nello schieramento dell'Honda con il team B-Max Racing. 

## Risultati

### Riassunto della carriera
| Stagione | Serie                   | Team                          | Gare | Vittorie | Pole | G.V | Podio | Punti | Pos. |
| -------- | ----------------------- | ----------------------------- | ---- | -------- | ---- | --- | ----- | ----- | ---- |
| 2013     | BRDC Formula 4          | HHC Motorsport                | 24   | 0        | 0    | 0   | 4     | 289   | 7º   |
| 2014     | BRDC Formula 4          | HHC Motorsport                | 24   | 4        | 2    | 3   | 11    | 465   | 3º   |
| 2015     | F3 europea              | Team West-Tec F3              | 32   | 0        | 0    | 0   | 0     | 14.5  | 21º  |
| 2016     | F3 europea              | Carlin                        | 3    | 0        | 0    | 0   | 0     | 1     | 22º  |
| 2016     | BRDC British Formula 3  | HHC Motorsport                | 3    | 0        | 0    | 0   | 0     | 15    | 27º  |
| 2017     | GP3 Series              | Campos Racing                 | 15   | 1        | 0    | 0   | 1     | 27    | 13º  |
| 2017     | Euroformula Open        | Campos Racing                 | 2    | 0        | 1    | 0   | 1     | 28    | 13º  |
| 2018     | Formula 3 asiatica      | Dragon Hitech GP              | 15   | 1        | 0    | 2   | 11    | 227   | 1º   |
| 2019     | Formula 3               | Sauber Junior Team by Charouz | 16   | 0        | 0    | 0   | 0     | 2     | 22º  |
| 2019     | Toyota Racing Series    | Giles Motorsport              | 15   | 0        | 1    | 0   | 4     | 268   | 4º   |
| 2022     | Formula 3 nordamericana | TJ Speed Motorsports          | 18   | 11       | 6    | 12  | 16    | 362   | 1º   |
| 2022     | Indian Racing League    | Goa Aces                      | 1    | 0        | 0    | 0   | 0     | 0     | NC   |
| 2023     | Super Formula           | B-Max Racing                  | 9    | 0        | 0    | 0   | 0     | 0     | 25º  |
| 2023     | Indian Racing League    | Goa Aces                      | 3    | 2        | 1    | 3   | 3     | 87    | 1º   |

* Stagione in corso.

### Risultati in GP3 Series
(legenda) (Le gare in grassetto indicano la pole position) (Le gare in corsivo indicano Gpv)
| Stagione | Team          | 1   | 2   | 3   | 4   | 5   | 6   | 7   | 8   | 9   | 10  | 11  | 12  | 13  | 14  | 15  | 16  | Punti | Pos. |
| -------- | ------------- | --- | --- | --- | --- | --- | --- | --- | --- | --- | --- | --- | --- | --- | --- | --- | --- | ----- | ---- |
| 2017     | Campos Racing | CAT | CAT | RBR | RBR | SIL | SIL | HUN | HUN | SPA | SPA | MNZ | MNZ | JER | JER | YMC | YMC | 27    | 13º  |
| 2017     | Campos Racing | 8   | 7   | 8   | 1   | 16  | 11  | 14  | 7   | 14  | 10  | 11  | C   | 19  | 15  | 13  | 11  | 27    | 13º  |

### Risultati in Formula 3 asiatica
(legenda) (Le gare in grassetto indicano la pole position) (Le gare in corsivo indicano Gpv)
| Stagione | Team             | 1   | 2   | 3   | 4   | 5   | 6   | 7   | 8   | 9   | 10  | 11  | 12  | 13  | 14  | 15  | Punti | Pos. |
| -------- | ---------------- | --- | --- | --- | --- | --- | --- | --- | --- | --- | --- | --- | --- | --- | --- | --- | ----- | ---- |
| 2018     | Dragon Hitech GP | SEP | SEP | SEP | NI1 | NI1 | NI1 | SHA | SHA | SHA | NIN | NIN | NIN | SEP | SEP | SEP | 227   | 1º   |
| 2018     | Dragon Hitech GP | 3   | 2   | 3   | 5   | 1   | 3   | 2   | 8   | 2   | 2   | 2   | 2   | 5   | 3   | 5   | 227   | 1º   |

### Risultati completi Formula 3
(legenda) (Le gare in grassetto indicano la pole position) (Le gare in corsivo indicano Gpv)
| Stagione | Team                          | 1   | 2   | 3   | 4   | 5   | 6   | 7   | 8   | 9   | 10  | 11  | 12  | 13  | 14  | 15  | 16  | Punti | Pos. |
| -------- | ----------------------------- | --- | --- | --- | --- | --- | --- | --- | --- | --- | --- | --- | --- | --- | --- | --- | --- | ----- | ---- |
| 2019     | Sauber Junior Team by Charouz | CAT | CAT | LEC | LEC | RBR | RBR | SIL | SIL | HUN | HUN | SPA | SPA | MNZ | MNZ | SOC | SOC | 2     | 22º  |
| 2019     | Sauber Junior Team by Charouz | 21  | Rit | 17  | 13  | 19  | 16  | Rit | 18  | 22  | 25  | 26  | Rit | 15  | 17  | 9   | 13  | 2     | 22º  |

### Risultati in Super Formula
(legenda) (Le gare in grassetto indicano la pole position) (Le gare in corsivo indicano Gpv)
| Anno | Team         | Vettura            | 1   | 2   | 3   | 4   | 5   | 6   | 7   | 8   | 9   | Punti | Pos. |
| ---- | ------------ | ------------------ | --- | --- | --- | --- | --- | --- | --- | --- | --- | ----- | ---- |
| 2023 | B-MAX Racing | Dallara SF19-Honda | FUJ | FUJ | SUZ | AUT | SUG | FUJ | MOT | SUZ | SUZ | 0     | 25°  |
| 2023 | B-MAX Racing | Dallara SF19-Honda | 16  | 18  | 18  | 17  | 18  | Rit | 15  | 21  | 18  | 0     | 25°  |